# Vurstusbacken
Vurstusbacken este o arie protejată (arie specială de conservare — SAC, sit de importanță comunitară — SCI) din Suedia întinsă pe o suprafață de 6,4 ha, integral pe uscat.

## Localizare
Centrul sitului Vurstusbacken este situat la coordonatele 58°59′06″N 16°56′50″E / 58.9851°N 16.9472°E.

## Înființare
Situl Vurstusbacken a fost declarat sit de importanță comunitară în iulie 2000 pentru a proteja un număr necunoscut de specii din flora spontană și fauna sălbatică aflate în arealul zonei. Situl a fost protejat și ca arie specială de conservare în martie 2011.

## Biodiversitate
Situată în ecoregiunea boreală, aria protejată conține 1 habitat natural: Pășuni din zone de pădure fino-scandinave.
La baza desemnării sitului se află un număr nedeclarat de specii protejate.